# Boulge
Boulge är en by och en civil parish i distriktet East Suffolk i Suffolk i England. Orten har 26 invånare (2001). Byn nämndes i Domedagsboken (Domesday Book) år 1086, och kallades då Bulges.